# Anastrepha binodosa
Anastrepha binodosa är en tvåvingeart som beskrevs av Stone 1942. Anastrepha binodosa ingår i släktet Anastrepha och familjen borrflugor. Inga underarter finns listade i Catalogue of Life.